# Central nuclear de Millstone

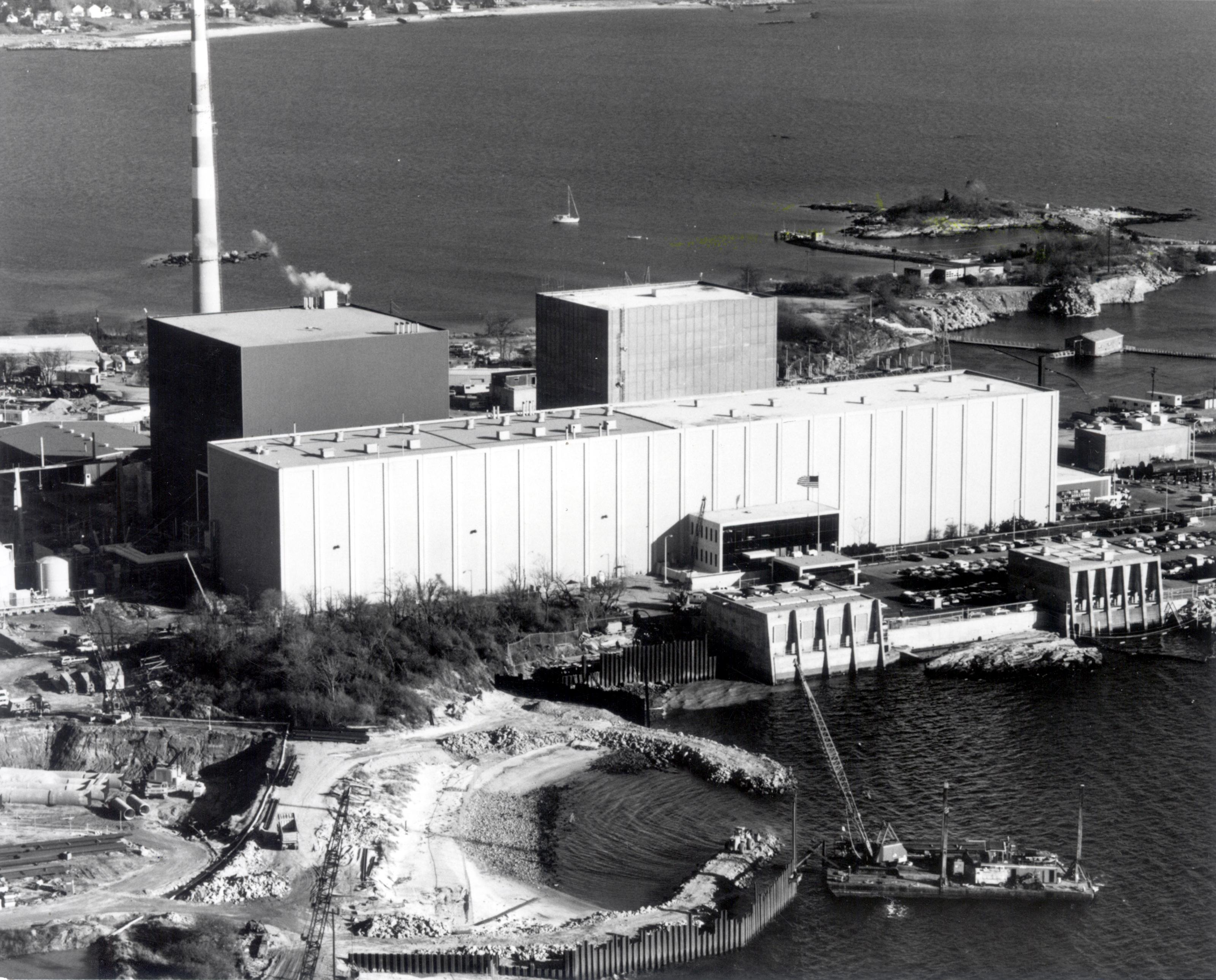
Unidad 2 de la Central Nuclear Millstone, en Waterford, Connecticut.

La central nuclear de Millstone está situada en una antigua cantera en Waterford, Connecticut. El emplazamiento ocupa una superficie de 2 km². El complejo de Millstone fue construido por un consorcio de entidades.
Millstone 1 era un reactor de agua en ebullición de General Electric apagado en noviembre de 1995 antes de que fuera cerrado permanentemente en julio de 1998.
Las unidades 2 y 3, ambas de agua a presión (una de Westinghouse y otra de Combustion Engineering) fueron vendidas a Dominion y siguen funcionando. Ambas unidades estuvieron apagadas entre 1996 y 1998 debido a problemas de seguridad.